# Толстяк на ринге
«Толстяк на ринге» (англ. Here Comes the Boom) — комедия режиссёра Фрэнка Корачи о немолодом школьном учителе, начинающем профессионально выступать в смешанных единоборствах. Название картины: строчка из композиции «Boom» группы P.O.D.. Это «визитная карточка» главного героя, исполняемая при появлении в зале перед поединком (entrance theme). Мировая премьера состоялась 10 октября 2012 года.

## Сюжет
42-летний учитель биологии в средней школе, Скотт Восс, узнаёт о грядущем сокращении школьного бюджета, в результате которого будет закрыта музыкальная программа, где преподаёт его друг и коллега — Марти Стреб. Для спасения программы необходимо в кратчайшие сроки найти 49 тысяч долларов. Подработки Восса в вечерней школе для иммигрантов приносят мизерный доход. Однажды Восс узнаёт, что Нико — его ученик в классе, желающих получить американское гражданство — является бывшим участником боёв смешанных единоборств. Во время совместного просмотра боёв UFC Нико говорит Воссу, что проигравший боец получает 10 тысяч долларов, и Восс, несмотря на свою плохую физическую форму, решает выступать на ринге. Преодолев некоторые сомнения, Нико готов тренировать бойца.
Университетский опыт вольной борьбы, поначалу, оказывается для Восса бесполезен, но постепенно учитель повышает уровень мастерства. Ему помогает учительница Белла Флорес, его романтический интерес. Белла не отвечает ему взаимностью, но поддерживает в начинании. Восс проходит череду второстепенных поединков и получает в итоге приглашение от UFC на поединок в Лас-Вегасе транслируемый по телевидению. Восс планирует провести один бой и быстро проиграть, так как за проигрыш он все равно получит недостающие до полной суммы 10 тысяч. Перед боем Восс узнаёт, что бухгалтер школы, которому он отдавал заработанные боями гонорары, арестован: он оказался аферистом и годами воровал деньги из школьной казны. Теперь единственный шанс Восса быстро собрать деньги — это выиграть бой, так как победителю полагается 50 тысяч. Воссу противостоит очень сильный боец. Первые два раунда учитель биологии выживает под градом ударов противника. В 3-м раунде, сумев уйти от болевого приёма, он выигрывает поединок и спасает музыкальную программу своего друга. Белла целует Скотта. Школа, родные и друзья Скотта празднуют успех. В концовке Нико получает гражданство Соединённых Штатов Америки.

## В ролях
| Актёр            | Роль                     |
| ---------------- | ------------------------ |
| Кевин Джеймс     | Скотт Восс               |
| Сальма Хайек     | Белла Флорес             |
| Генри Уинклер    | Марти Стреб              |
| Бас Рюттен       | Нико                     |
| Чарис Пемпенгко  | Малайя де Ла Круз        |
| Реджи Ли         | мистер де Ла Круз        |
| Кшиштоф Сошински | Кен «Сокрушитель» Дитрих |
| Мелисса Питерман | Лорен Восс               |

Тренера главного героя Нико и противника в финальном бою Кена Дитриха в фильме играют профессиональные бойцы по смешанным единоборствам UFC Бас Рюттен и Кшиштоф Сошински соответственно.
В фильме также приняли участие такие представители UFC/MMA, как:
- Брюс Баффер, известный октагон-анонсер на боях UFC;
- Майк Голдберг, комментатор UFC;
- Херб Дин, один из самых авторитетных рефери в ММА;
- Чейл Соннен, бывший претендент на пояс UFC в среднем весе и в полутяжёлом весе, перешёл в полутяжёлую весовую категорию, а также стал комментатором в сфере ММА;
- Джо Роган, мастер боевых искусств, комик, актёр, писатель и телевизионный комментатор. Имеет 2 дан по тхэквондо, 1 дан по БДД, зелёный пояс по дзюдо, с 1997 комментатор в UFC;
- Марк Делла Гротте, тренер в сфере ММА по ударной технике (кикбоксинг, муай-тай).

## Саундтрек
1. A*Teens — «Bouncing off the Ceiling (Upside Down)»
2. Wolfmother — «Joker And The Thief»
3. Stemm — «Face The Pain»
4. P.O.D. — «Boom»
5. Jimmy Bo Horne — «Spank»
6. L. A. Style — «James Brown Is Dead»
7. Refused — «New Noise»
8. Neil Diamond — «Holly Holy»
9. Jonathan Cain — «Faithfully»
10. Godsmack — «I Stand Alone»
11. 30 Seconds to Mars — «Vox Populi»